# Christmas Stories
Christmas Stories ist ein Jazzalbum von Christian Sands. Die am 28. und 29. März 2023 im The Bunker Studio, Brooklyn, entstandenen Aufnahmen erschienen im November 2023 auf Mack Avenue Records.

## Hintergrund
Der Pianist Christian Sands nahm auf diesem Album eine Sammlung von Weihnachtsliedern wie „God Rest You Merry, Gentlemen“, „Have Yourself a Merry Little Christmas“, „Jingle Bells“, „Let It Snow! Let It Snow! Let It Snow!“ und „Stille Nacht, heilige Nacht“ auf, daneben mehrere eigene Kompositionen. In Quartettbesetzung spielte er sie mit seinem Bruder Ryan Sands am Schlagzeug, Marvin Sewell an der Gitarre und Yasushi Nakamura am Bass. Hinzu kamen als Gastmusiker der Saxophonist Jimmy Greene (auf „Let It Snow! Let It Snow! Let It Snow“), der Vibrafonist Stefon Harris und der Gitarrist Max Light.
„Weihnachten ist eine dieser Zeiten, in denen alle zusammen sind. Und es ist auch ein Spiegelbild dessen, wer nicht hier ist … ob es ein geliebter Mensch ist, der verstorben ist, oder jemand, der weggezogen ist“, sagte Sands zu seiner Motivation zu dem Album. „Aber es ist auch ein Spiegelbild des Neuen … das erste Weihnachten des Babys; vielleicht haben Sie eine neue Beziehung … Weihnachten ist ein Spiegelbild des Alten, aber es ist auch die Aufregung dessen, was kommen wird.“

## Titelliste
- Christian Sands: Christmas Stories (Mack Avenue MAC1206)[2]

1. Jingle Bells (James Lord Pierpont) 5:52
2. Let It Snow! Let It Snow! Let It Snow! (Jule Styne, Sammy Cahn) 4:38
3. Have Yourself a Merry Little Christmas (Hugh Martin, Ralph Blane) 4:48
4. God Rest Ye Merry Gentlemen (Traditional) 5:45
5. Snow Dayz (Christian Sands) 5:23
6. Shoveling (Sands) 5:11
7. Silent Night (Franz Xaver Gruber, Joseph Mohr) 7:32
8. A Christmas Hymn (Sands) 2:36
9. The Gift (Sands) 7:54
10. Last Christmas (Sands) 5:08

## Rezeption

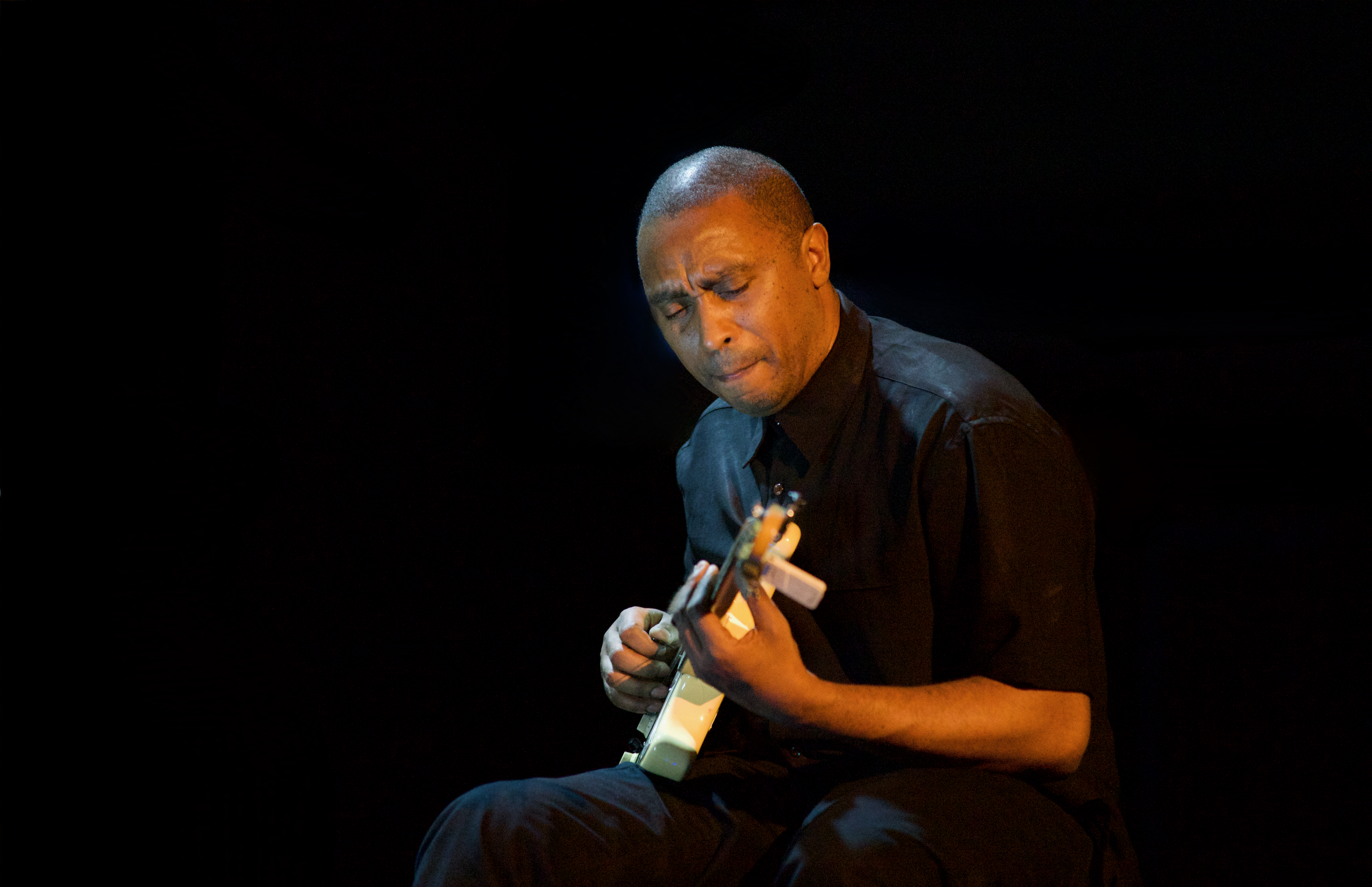
Der Gitarrist Marvin Sewell mit dem Charles Lloyd Quintet im Tivoli Vredenburg Utrecht (2019)

Der bemerkenswerte junge Pianist würde der historischen Beziehung zwischen Jazz und Feiertagsmusik mehr von allem entlocken – mehr reine Wärme, mehr raffiniertes Vergnügen, lobte Aarik Danielsen in der Columbia Daily Tribune. Durch die Zusammenarbeit mit Spitzentalenten fänden Sands und Co. immer wieder den Swing der Saison und brächten melodischen Genuss in geschmeidige Rhythmen. Jeder Titel auf Christmas Stories spiegele eine wohlige Festtagsstimmung wider. Hervorhebenswert seien „Let it Snow! Let it Snow! Let it Snow!“ (mit Saxophonist Jimmy Greene), „God Rest Ye Merry Gentleman“ (mit Schlagzeuger Keita Ogawa) und „Silent Night“ (mit Gitarrist Marvin Sewell).
Bereits Billy Taylor und Marian McPartland hätten dazu aufgefordert, auf Christian Sands zu achten und ihm genau zuzuhören, meinte Gary Walker bei WBGO. Dieser würde die Hörer auf Schritt und Tritt mit seiner Kreativität beglücken und gleichzeitig dazu auffordern, über unsere Schulter zu schauen, um das Genie von Erroll Garner zu erkennen. Der Pianist Christian Sands sei ein Segen für die Musik, und in dieser Saison sei der Segen seine Sammlung von Weihnachtsgeschichten.
Christian Sands setze mit seiner Band und verstärkt durch einige Gaststars der heimeligen Stimmung solistische Glanzlichter auf, urteilte Rolf Thomas in Jazz thing. In der Kindheit der Sands-Brüder spielten „Have Yourself A Merry Little Christmas“ und „God Rest Ye Merry Gentlemen“ – hier im Latinrhythmus – eine wichtige Rolle. Den Klassikern habe der Pianist drei eigene Stücke an die Seite gestellt, das rockige „Snow Dayz“, das melancholische „Shoveling“ und das von Stefon Harris veredelte „The Gift“.
Eine der schönsten Traditionen der [Weihnachts-]Feiertage sei das Teilen von Geschichten, schrieb Trevor Smith (National Public Radio). Die Älteren würden Geschichten aus vergangenen Zeiten erzählen, die Familie berichte über das vergangene Jahr und die Kinder lesen Fabeln über fliegende Rentiere und sprechende Schneemänner. Bei diesem Projekt gehe es vor allem darum, eine Bestandsaufnahme des Lebens und der Welt um sie herum während der Saison zu machen.